# Château de Sassoforte
Le château de Sassoforte (en italien : Castello di Sassoforte) est un château  situé sur le massif du même nom qui domine les communes de Sassofortino et Roccatederighi au nord-ouest, dans la partie ouest du territoire communal de Roccastrada, dans la province de Grosseto en Toscane[source insuffisante],[source insuffisante].

## Histoire
La fortification a été construite à l'époque médiévale comme possession de la famille Aldobrandeschi qui l'a entretenue jusqu'à la première moitié du XIVe siècle, lorsqu'elle est passée sous le contrôle de Sienne ; plus tard, les Siennois transformèrent le château préexistant en village. Au XVe siècle, le lieu était déjà en ruines dont plusieurs traces sont visibles rappelant l'importance du lieu à l'époque médiévale[réf. nécessaire].